# Плавучие мастерские проекта 725
Плавучие мастерские проекта 725, 725А — серия судов — плавучих мастерских ВМФ СССР.
В послевоенные годы учитывая существующий опыт руководством ВМФ СССР было принято решение о постройке серии плавучих мастерских.
Первой послевоенной плавучей мастерской построенной в СССР стала Плавучая мастерская проекта 725 полным водоизмещением 4 600 тонн. Эти плавучме мастерские были предназначены для обслуживания только надводных кораблей. Головное судно сдано флоту в 1960 г.

## Представители
На Черноморском ССЗ № 444 (ССЗ им. Ивана Носенко) в городе Николаеве по исходному проекту 725 было построено 3 единицы:
| Наименование | Заводской номер | Заложено | Вступление в строй | Распределение по флотам |
| ------------ | --------------- | -------- | ------------------ | ----------------------- |
| ПМ-17        | № 608           | 1958     | 06.1960            | СФ                      |
| ПМ-22        | № 609           | -        | 06.1961            | ТОФ                     |
| ПМ-130       | № 610           | -        | 11.1962            | СФ                      |

Несколько позже на базе этого проекта был разработан проект плавучей мастерской для обслуживания подводных лодок — плавучая мастерская проекта 725А водоизмещением 5 950 тонн. Проект был разработан главным конструктором Д. С. Шамановым, главным наблюдающим ВМФ был А. Р. Красовицкий. (город Николаев, ССЗ № 444 им. И. Носенко).
Всего две единицы:
| Наименование | Заводской номер | Заложено | Вступление в строй | Распределение по флотам |
| ------------ | --------------- | -------- | ------------------ | ----------------------- |
| ПМ-135       | № 611           | -        | 09.1964            | ТОФ                     |
| ПМ-30        | № 612           | -        | 06.1966            | СФ                      |

## Тактико-технические данные
| Водоизмещение, т:          |                                            |
| стандартное:               | 4100                                       |
| полное:                    | 4639 (пр.725А — 5950)                      |
| Размеры, м:                |                                            |
| длина:                     | 113,32                                     |
| ширина:                    | 16,5                                       |
| осадка:                    | 4,3                                        |
| Скорость полного хода, уз: | 11,4                                       |
| Дальность плавания:        | 3000 миль                                  |
| Автономность, сут:         | 30                                         |
| Силовая установка:         | 1х2000 л. с., дизель 8-ДР, 3 ДГ по 600 кВт |
| Экипаж, чел:               | 423 (376 — ремонтные рабочие)              |